# Distretto di Silistra
Il distretto di Silistra (in bulgaro Област Силистра?) è uno dei 28 distretti della Bulgaria. Insieme al distretto di Dobrič è una delle due suddivisioni amministrative della regione storica nota come Dobrugia Meridionale.

## Comuni
Il distretto è diviso in 7 comuni:
| Comune    | Bulgaro   | Pop.   |
| --------- | --------- | ------ |
| Alfatar   | Алфатар   | 3.568  |
| Dulovo    | Дулово    | 38.171 |
| Glavinica | Главиница | 2.128  |
| Kajnardža | Кайнарджа | 5.849  |
| Silistra  | Силистра  | 65.545 |
| Sitovo    | Ситово    | 6.948  |
| Tutrakan  | Тутракан  | 19.391 |